# Heriades texanus
Heriades texanus är en biart som beskrevs av Michener 1938. Heriades texanus ingår i släktet väggbin, och familjen buksamlarbin. Inga underarter finns listade i Catalogue of Life.